# 艾馬賴斯省
艾馬賴斯省（西班牙語：Provincia de Aymaraes），是秘魯的省份，位於該國南部阿普里馬克大區，首府是查爾萬卡，始建於1824年6月21日，面積4,213平方公里，2007年人口29,569，人口密度每平方公里7.02人。